# Али Сунал
Али Сунал (род. 22 Сентября 1977, Стамбул) — турецкий актёр театра, кино и сериалов . Сын Кемаля Сунала. Он известен своим ролем «Махмут» в фильме " Пропаганда ", где он играет вместе с отцом, и ролем «Мустафа» в сериале «Эн, Сон Бабалар Дуяр».
Изучив бизнес образование в Университете Едитепе, актёр работал в таких ансамблях, как Театр Культурного центра Садри Алишика и Театр Дормен . Он снимался в кино и сериалах. В 1999 году окончил Стамбульский университет, факультет делового администрирования. Он до сих пор работает в Стамбульском театре . В июле 2011 года, Али Сунал поженился с актрисой Гёкче Бахадыр . Пара развелась 23 февраля 2012 года. В 2018 году он женился на адвокате Назлы Курбанзаде.

## Фильмография
| Фильм                | Фильм                             | Фильм                   | Фильм                                                                    |
| Год                  | Фильм                             | роль                    | Заметки                                                                  |
| -------------------- | --------------------------------- | ----------------------- | ------------------------------------------------------------------------ |
| 1995 г.              | Все недосказанное о любви         |                         |                                                                          |
| 1999 г.              | пропаганда                        | Махмут                  | Единственный фильм, в котором он сыграл со своим отцом Кемалем Суналом . |
| 2003 г.              | Школа                             | г-н Алпарслан           |                                                                          |
| 2006 г.              | 15 минут на медленном огне        | Эрхан                   |                                                                          |
| 2007 г.              | Байрампаша: Я больше не задержусь | Гражданская полиция     | приглашенный актёр                                                       |
| 2008 г.              | Нулевая точка                     | Озан                    | Телефильм                                                                |
| 2011                 | Банк                              | Роль в разработке       |                                                                          |
| 2014                 | Юсуф Юсуф                         | Юсуф                    | Ведущий актёр                                                            |
| 2015                 | Поцелуй жизни                     | Мэтин                   | Ведущий актёр                                                            |
| 2016                 | Вилка дедушки                     | Рыфат Чирчи/Сырат Чирчи | приглашенный актёр                                                       |
| 2019                 | Движение восьмое                  | Полицейский             | Ведущий актёр                                                            |
| Телевизор            |                                   |                         |                                                                          |
| Год                  | Сериал                            | роль                    | Заметки                                                                  |
| 1997 г.              | Шабан и Щирин                     |                         |                                                                          |
| 2000 г.              | Фосфорные злаки                   | Гражданская полиция     |                                                                          |
| 2002—2003 гг.        | Отцы слышат последними            | Мустафа                 |                                                                          |
| 2004—2005 гг.        | Уважаемый министр                 | Джёмерт                 |                                                                          |
| 2005 г.              | Кровавая Свадьба                  | Орхан                   |                                                                          |
| 2007 г.              | Комедийный магазин                | Сам                     | приглашенный актёр                                                       |
| 2007 г.              | Ты мне нужен                      | Берат                   |                                                                          |
| 2008 г.              | Моя мама ангел                    | Четин Турунджу          |                                                                          |
| 2009 г.              | Моя мама ангел                    | Четин Турунджу          |                                                                          |
| 2010                 | Листопад                          | Серхат Кунку            | 5 сезон                                                                  |
| 2011                 | 5 каждый                          | Азиз Гюнгёр Эсен        |                                                                          |
| 2011                 | У меня нет покоя                  |                         |                                                                          |
| 2012                 | Царство людей                     | Азиз                    |                                                                          |
| 2013-настоящее время | Смех Смех Шоу                     | Азиз                    | Ведущий и актёр                                                          |
| 2013                 | Красивый уродливый                | Мурат Комиссер          | Главная роль                                                             |
| 2017                 | Есть проблема ?                   | Ведущий                 | Конкуренция                                                              |